# Air China

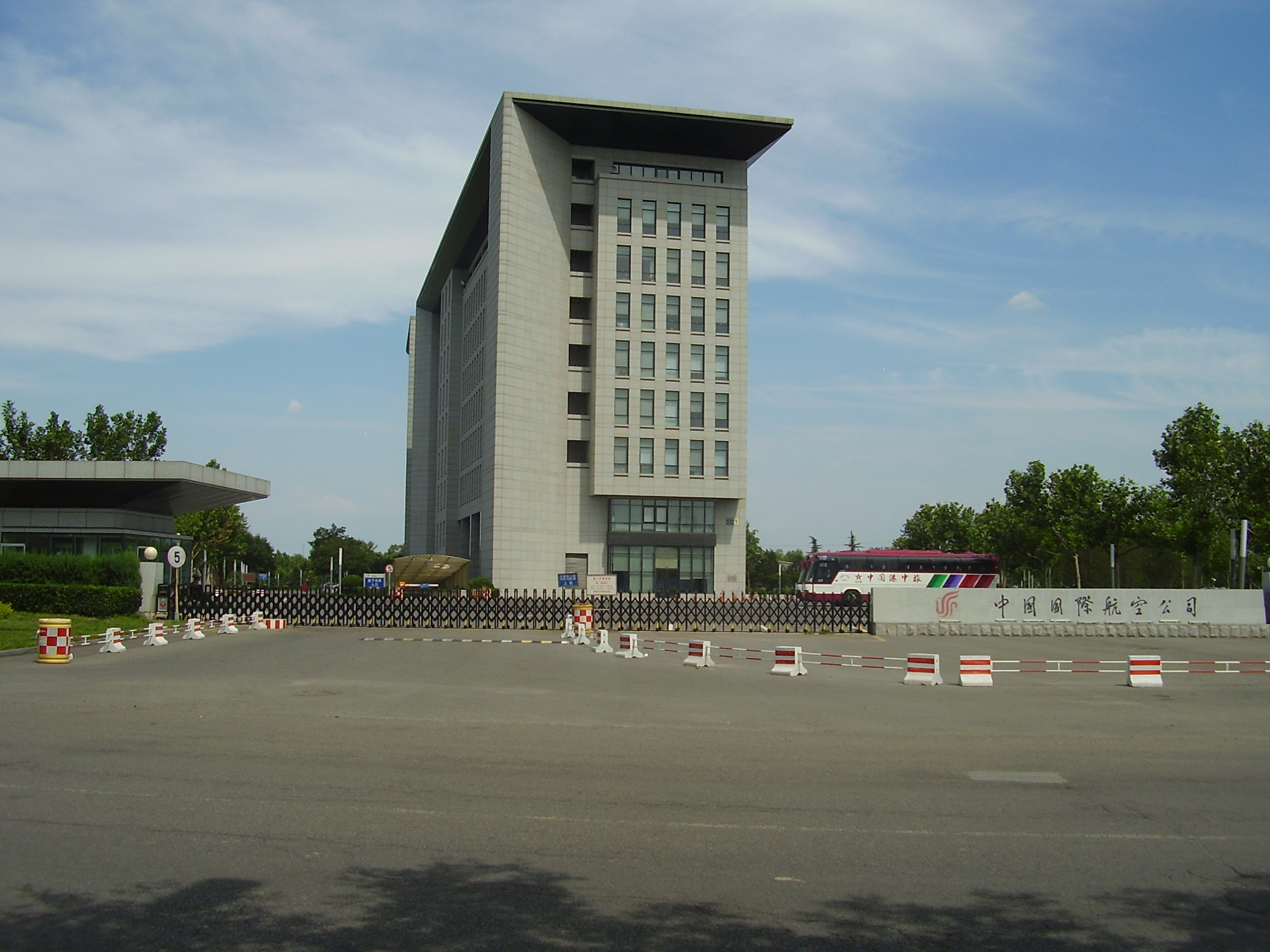
Headquarters of Air China

Az Air China (IATA: CA, ICAO: CCA, Hívójel: AIR CHINA) Kína állami tulajdonban levő második legnagyobb kereskedelmi légitársasága a China Southern Airlines után.
A logó tartalmazza a VIP betűire formált főnix mitológiai alakját, valamint a légitársaság kínai nevét Teng Hsziao-ping kalligráfiájában. A légitársaság szállított utasok alapján 2014-ben a világ 10. legnagyobb légitársasága, Ázsiában a 3. Az Air China fő repterei a Pekingi nemzetközi repülőtér, a Csengtu-Suangliui nemzetközi repülőtér és a Sanghaj-Putungi nemzetközi repülőtér. Az Air China jelenleg 201 célállomásra repül, a pekingi repülőtér a legforgalmasabb bázisa. A légitársaság 54,674 millió utast szállított 2014-ben. A repülőinek telítettsége átlagosan 81%-os. Az Air China a 4. legnagyobb légitársaság Ázsiában, az 5. legnagyobb a világon a teherszállítás tekintetében.
2015. május 1. óta az Air China járatot működtet Peking és Budapest között.
Az Air China kínai légitársaság 2022. július 7-től újraindította a több mint két éve bezárt járatát Peking és Budapest között, így újra közvetlen menetrend szerinti repülőjárat köti össze a két fővárost – jelentette be a hírt Szijjártó Péter külgazdasági és külügyminiszter a hivatalos Facebook-oldalán.

## Rövid Története
Az Air Chinát 1988.július 1-én alapították. Megalakulásának az volt az oka, hogy a kormány döntése értelmében részekre bontották a CAAC-t (Civil Aviation Administration of China) különálló légitársaságokká.
A CAAC-t újraszervezték és hat légitársaságra osztották. Így született az Air China, China Southwest és China Northwest.

## Flottája
| Típus                    | Szolgálatban | Rendelés | Utasok | Utasok | Utasok | Utasok | Utasok | Jegyzetek                                       |
| Típus                    | Szolgálatban | Rendelés | F      | B      | E+     | E      | Total  | Jegyzetek                                       |
| ------------------------ | ------------ | -------- | ------ | ------ | ------ | ------ | ------ | ----------------------------------------------- |
| Airbus A319–100          | 24           | —        | —      | 8      | —      | 120    | 128    |                                                 |
| Airbus A319neo           | 1            | 9        | —      | 8      | —      | 120    | 128    |                                                 |
| A320–200                 | 38           | —        | —      | 8      | —      | 150    | 158    |                                                 |
| Airbus A320neo           | 53           | –        | —      | 8      | —      | 150    | 158    | [ 3 ]                                           |
| Airbus A321–200          | 61           | —        | —      | 16     | —      | 161    | 177    |                                                 |
| Airbus A321–200          | 61           | —        | —      | 12     | —      | 173    | 185    |                                                 |
| Airbus A321neo           | 30           | 45       | —      | 12     | —      | 182    | 194    | [ 3 ]                                           |
| Airbus A321neo           | 30           | 45       | —      | 12     | —      | 186    | 198    | [ 3 ]                                           |
| Airbus A330–200          | 19           | —        | —      | 30     | —      | 207    | 237    |                                                 |
| Airbus A330–200          | 19           | —        | —      | 18     | —      | 247    | 265    |                                                 |
| Airbus A330–200          | 19           | —        | —      | 12     | —      | 271    | 283    |                                                 |
| Airbus A330–300          | 28           | —        | —      | 30     | 16     | 255    | 301    |                                                 |
| Airbus A330–300          | 28           | —        | —      | 36     | 20     | 255    | 311    |                                                 |
| Airbus A350–900          | 30           | —        | —      | 32     | 24     | 256    | 312    |                                                 |
| Boeing 737-700           | 17           | —        | —      | 8      | —      | 120    | 128    |                                                 |
| Boeing 737–800           | 87           | —        | —      | 8      | —      | 159    | 167    |                                                 |
| Boeing 737–800           | 87           | —        | —      | 8      | —      | 168    | 176    |                                                 |
| Boeing 737–800           | 87           | —        | —      | 12     | —      | 147    | 159    |                                                 |
| Boeing 737 MAX 8         | 28           | 3        | —      | 8      | —      | 168    | 176    |                                                 |
| Boeing 747–400           | 2            | —        | 10     | 42     | —      | 292    | 344    |                                                 |
| Boeing 747–8I            | 7            | —        | 12     | 54     | 66     | 233    | 365    | A B-2479 lajstromjelű gép VIP utasokat szállít. |
| Boeing 777–300ER         | 28           | —        | 8      | 42     | —      | 261    | 311    |                                                 |
| Boeing 777–300ER         | 28           | —        | —      | 36     | —      | 356    | 392    |                                                 |
| Boeing 787–9             | 14           | —        | —      | 30     | 34     | 229    | 293    |                                                 |
| Comac C909               | 35           |          | —      | —      | —      | 90     | 90     |                                                 |
| Comac C919               | 4            | 101      | —      | 8      | —      | 150    | 158    | Kiszállítás 2024 augusztusától 2031-ig.         |
| Air China business jetek |              |          |        |        |        |        |        |                                                 |
| Boeing BBJ1              | 1            | —        | VIP    | VIP    | VIP    | VIP    | VIP    | Üzemeltetője a Beijing Airlines.                |
| Boeing BBJ2              | 3            | —        | VIP    | VIP    | VIP    | VIP    | VIP    | Üzemeltetője a Beijing Airlines.                |
| Dassault Falcon 7X       | 1            | —        | VIP    | VIP    | VIP    | VIP    | VIP    |                                                 |
| Összesen                 | 503          | 174      |        |        |        |        |        |                                                 |